# Зейдакс, Андрей
Андрей Зейдакс (латыш. Andrejs Zeidaks; 18 января 1874 — 12 января 1964) — российский и латвийский ландшафтный архитектор и садовод.

## Биография
Андрей Зейдакс родился 18 января 1874 года в городе Гольдингене Курляндской губернии Российской империи (ныне — город Кулдига).
Будучи самоучкой, всю жизнь занимался самообразованием. Работал садовником в Кимальском поместье Падурской волости Гольдингенского уезда, сотрудником бюро Георга Фридриха Куфальдта. В 1896 году выиграл конкурс на озеленение территории Зимнего дворца в Санкт-Петербурге и руководил начатыми работами. Был основателем садоводческого предприятия в Киеве, которое занималось парковым озеленением усадеб, поместий и частных особняков (1901—1915).
В 1915 году вернулся в Латвию. Был директором предприятия «Ригас дарзи» (1915—1944), членом комитета и технической комиссии Рижского братского кладбища (1920—1936). В 1944 году эмигрировал в Германию, откуда перебрался на постоянное место жительства в США.
Награждён шведским орденом Васы (1929).
Умер 12 января 1964 года в Бостоне. Похоронен на Гефсиманском кладбище.

## Творчество
Андрей Зейдакс автор планировки и комплексного озеленения Братского кладбища в Риге. По его проектам были осуществлены реконструкции парков Дзегужкалнс, Кронвалда и Верманского. Разбиты парки Гризинькалнс, Миера и Зиедоньдарзс.